# Le Trousseau
Le Trousseau (en russe : Pridanoe) est une nouvelle d'Anton Tchekhov, parue en 1883.

## Historique
Le Trousseau est initialement publié dans la revue russe Le Réveil-Matin, no 30, du 31 juillet 1883, sous le pseudonyme d'Antocha Tchékhonté. 
C’est une nouvelle dramatique sur le thème de la solitude.

## Résumé
De passage dans une petite ville, le narrateur fait une visite à Mme Tchikamassov à la demande du mari de cette dernière. Il se rend dans une petite maison où les volets sont clos en permanence et où, visiblement, aucun visiteur ne s’aventure jamais. Il se présente. C’est un grand évènement pour Mme Tchikamassov et sa fille Manientka, vingt ans. On le gave de nourriture, mais on ne le présente pas au frère de madame, car c’est un rustre qui a l’intention de rentrer dans les ordres. Enfin, on lui montre cinq malles : c'est le trousseau de Manientka.
Sept années plus tard, de passage dans la ville, il s’arrête chez Mme Tchikamassov. Rien n’a changé. On se souvient fort bien de lui. Un peu comme si, depuis, aucun visiteur n’avait franchi les grilles du jardin. Les deux femmes ont vieilli. Manientka a perdu sa fraîcheur.
Quelques années plus tard, Mme Tchikamassov en deuil est seule avec son frère. Manientka n’est plus là : elle est morte récemment.

## Édition française
- Le Trousseau, traduit par Madeleine Durand et André Radiguet, in Œuvres I, Paris, Éditions Gallimard, coll. « Bibliothèque de la Pléiade » no 197, 1968  (ISBN 978-2-07-0105-49-6).